# Gerald Finzi
Pour les articles homonymes, voir Finzi.
Gerald Raphael Finzi est un compositeur britannique, né le 14 juillet 1901 à Londres et mort le 27 septembre 1956 à Oxford.

## Biographie
Né d'un père italien et d'une mère allemande tous deux de confession juive, Finzi est agnostique — même s'il a écrit de la musique chorale chrétienne assez inspirée.
Son père meurt alors que Finzi n'a que sept ans. Sa mère déménage de Londres vers Harrogate dans le Yorkshire du Nord, où Finzi commence à étudier la musique avec Ernest Farrar (en), élève de Charles Villiers Stanford et ami de Ralph Vaughan Williams. En 1918, Farrar décède au front, ce qui affecte profondément Finzi. Pendant ses années de formation, il subit également la perte de trois de ses frères. Le compositeur se ressource dans la découverte de la poésie de Thomas Traherne et surtout celle de Thomas Hardy, dont il va illustrer certains poèmes en musique, à l'instar de ceux de Christina Rossetti. Ces poètes, comme plus tard William Wordsworth, abordent une thématique chère à Finzi, celle de l'enfance innocente corrompue par le monde adulte. Dès ses premières compositions, on retrouve ainsi un ton élégiaque caractéristique de Finzi.

### 1918-1933: études et premières œuvres composées
Après la mort de Farrar, Finzi étudie à York Minster avec l'organiste et chef de chœur Edward Bairstow, un homme à l'éducation stricte. Puis en 1922, Finzi se rend à Painswick (Gloucestershire) où il compose ses premières œuvres.
En 1925, sur les conseils du chef d'orchestre Adrian Boult, Finzi prend des cours de contrepoint avec R.O. Morris puis s'établit à Londres où il se lie d'amitié avec Howard Ferguson et Edmund Rubbra. Il rencontre Gustav Holst, Arthur Bliss et Ralph Vaughan Williams, ce dernier lui obtenant un poste de professeur à la Royal Academy of Music de 1930 à 1933.

### 1933-1939: l'affirmation d'un style musical personnel
Finzi ne se plaît pas à Londres, bien qu'il y ait rencontré puis épousé l'artiste Joyce Black (en), et il déménage à Aldbourne (Berkshire). Il se consacre à la composition et, plus curieusement, à la culture de variétés de pommes rares. Il se passionne également pour les livres, recueillant près de 3 000 volumes de poésie, philosophie ou littérature, désormais consultables à l'université de Reading.
Durant les années 1930, Finzi compose peu mais développe un style personnel, particulièrement dans la cantate Dies natalis, datée de 1939, d'après Thomas Traherne. Il défend et édite les œuvres du poète et compositeur Ivor Gurney, interné pour troubles mentaux pendant les quinze dernières années de sa vie, période pendant laquelle il reste cependant prolifique. Avec sa femme, Finzi édite également de la musique populaire traditionnelle anglaise ainsi que des compositeurs oubliés tels William Boyce, Richard Capel Bond, John Garth, Richard Mudge, John Stanley et Charles Wesley.
En 1939, Finzi s'établit à Ashmansworth, près de Newbury où il fonde le Newbury String Players, un groupe amateur de musique de chambre qu'il dirige jusqu'à sa mort, en revisitant des œuvres du XVIIIe siècle et en encourageant de jeunes contemporains comme Julian Bream et Kenneth Leighton.

### 1939-1956: une notoriété grandissante
Alors que ses œuvres sont de plus en plus jouées en Angleterre, Finzi redevient plus prolifique en tant que compositeur, avec la production de nombreuses œuvres vocales et surtout du concerto pour clarinette (1949), peut-être son œuvre la plus appréciée aujourd'hui.
En 1951, Finzi apprend qu'il est atteint de la maladie de Hodgkin, incurable, qui lui laisse au mieux dix ans à vivre. On retrouve une certaine souffrance dans le premier mouvement de sa dernière œuvre majeure, le concerto pour violoncelle composé en 1955, même si le deuxième mouvement — qui serait le portrait de sa femme — apporte une ravissante sérénité.
En 1956, lors d'une excursion près de Gloucester avec Vaughan Williams, Finzi contracte la varicelle qui, dans le contexte de sa maladie, lui cause des dommages sévères au cerveau. Il meurt peu après dans un hôpital d'Oxford, alors que la première de son concerto pour violoncelle avait été donnée la veille au soir.

## Œuvre
Gerald Finzi laisse 50 œuvres. Il a composé neuf cycles de chants populaires, six d'entre eux d'après des poèmes de Thomas Hardy.
La musique chorale de Finzi comporte des œuvres populaires, telles Lo, the full, final sacrifice et God is gone up notamment.
Il a composé peu d'œuvres instrumentales. On peut citer un concerto pour piano inachevé, dont certains thèmes ont été repris dans Eclogue et la Grande Fantaisie et Toccata dans le style de Jean-Sébastien Bach, un concerto pour violon créé par Vaughan Williams, mais dont ne subsiste qu'un seul mouvement appelé Introit (les deux autres ont été détruits par l'auteur, insatisfait). Son œuvre la plus populaire est sans doute le concerto pour clarinette ; composé entre 1948 et 1949. Sa dernière œuvre majeure est le concerto pour violoncelle.
Peu de musique de chambre également, avec notamment les Cinq Bagatelles pour clarinette et piano.